# 대강터널
대강터널(大崗터널)은 중앙선에 위치한 길이 2,000m 터널로, 1942년 4월 1일에 중앙선이 완전히 개통되었을 때 처음으로 열차가 다니기 시작했다. 단성역과 죽령역 사이에 있으며, 루프터널 형태로 되어 있다. 2020년 12월 14일 중앙선이 이설되면서 운행이 중지되었다.

## 사고
- 1949년 8월 18일에는 이 터널 내에서 열차가 갑자기 탈선을 해 총 149명의 인명 피해(사망 48명, 부상 101명)가 발생한 사고가 일어났다.[1]

## 같이 보기
- 단성역
- 죽령역
- 죽령터널 (신 중앙선)

1. ↑  http://www.redian.org/archive/110699